# Henry Lucas
Henry Lucas (1610 – Londra, luglio 1663) è stato un religioso e politico inglese.
Fu parlamentare della Camera dei Comuni dal 1640 al 1648.

## Biografia
Lucas fu uno studente al St John's College di Cambridge. Divenne segretario di Henry Rich, 1º conte d'Olanda. Nell'aprile del 1640 fu eletto deputato al Parlamento per l'Università di Cambridge nel Parlamento Corto. Fu eletto deputato per l'Università di Cambridge per il Parlamento Lungo nel novembre 1640. Fu espulso dal parlamento nel 1648 durante la Pride's Purge.
Lucas morì scapolo a Chancery Lane, Londra, e fu sepolto nella Temple Church il 22 luglio 1663. Attualmente è principalmente ricordato come benefattore.
| Controllo di autorità | VIAF (EN) 169147663111260552520 · LCCN (EN) no2016129947 |